# Сигал, Израиль Хаимович
Изра́иль Ха́имович Сига́л (17 апреля 1938, Херсон — 9 февраля 2016, Москва) — советский и российский математик, главный научный сотрудник Вычислительного Центра им. А. А. Дородницына ФИЦ ИУ РАН.

## Биография
Окончил физико-математический факультет Одесского университета по специализации дифференциальное и интегральное исчисление в 1960 году.
В 1964—1967 годах учился в аспирантуре ВЦ АН СССР, с 1967 г. — работал в нём. Ученик академика Н. Н. Моисеева. Кандидат физико-математических наук (1967), доктор технических наук (1990). Тема докторской диссертации: «Дискретные модели и методы решения задач типа коммивояжера большой размерности».
Ведущий научный сотрудник (1993), главный научный сотрудник (2008) ВЦ РАН им. А. А. Дородницына.
Профессор кафедры управления и вычислительных систем МФТИ, кафедры прикладной математики МИИТ, кафедры экономических информационных систем МГУПИ. Действительный член общественной организации РАЕН.

## Научная деятельность
Ведущий специалист в области дискретной математики и теории графов.
Сфера научных интересов: исследование операций, комбинаторные и вычислительные алгоритмы, численные методы, методы оптимизации, дискретное программирование, математическое моделирование, многокритериальные задачи, задачи большой размерности.
Автор систем автоматизированного проектирования и систем построения множества эффективных решений.

## Научные труды
Автор более 120 книг и научных работ, в том числе:

### Книги
- Меламед И. И., Сигал И. Х. Теория и алгоритмы решения многокритериальных задач комбинаторной оптимизации. — М.: ВЦ РАН, 1996. 50 с.
- Меламед И. И., Сигал И. Х., Владимирова Н. Ю. Некоторые задачи дискретного программирования с двумя и тремя критериями. — М.: ВЦ РАН, 1998. — 41 с.
- Сигал И. Х. Задача о рюкзаке: теория и вычислительные алгоритмы. МГУПС (МИИТ), учебное пособие, 1999, Москва. 72 с.
- Сигал И. Х. Приближённые методы и алгоритмы в дискретной оптимизации. Учеб. пос. Москва: МГУПС (МИИТ), 2000, 102 с.
- Хачатуров В. Р., Веселовский В. Е., Злотов А. В., Калдыбаев С. У., Калиев Е. Ж., Коваленко А. Г., Монтлевич В. М., Сигал И. Х., Хачатуров Р. В.. Комбинаторные методы и алгоритмы решения задач дискретной оптимизации большой размерности / Отв. ред. В. В. Шкурба. М.: Наука, 2000. ISBN 5-02-008311-9.
- Владимирова Н. Ю., Сигал И. Х. Параметризация при решении некоторых классов задач дискретной оптимизации большой размерности. М.: ВЦ РАН, 2001. — 78 с.
- Меламед И. И., Сигал И. Х. Распределение эффективных решений в некоторых бикритериальных задачах дискретного программирования. — М. : ВЦ РАН, 2001. — 64 с.
- Сигал И. Х., Иванова А. П. Введение в прикладное дискретное программирование : Модели и вычисл. алгоритмы / И. Х. Сигал, А. П. Иванова. — М. : Физматлит, 2002. — 237 с. : ил.; 22 см; ISBN 5-9221-0189-7
  - Сигал И. Х., Иванова А. П. Введение в прикладное дискретное программирование: модели и вычислительные алгоритмы: 2-е изд., испр. и доп. — М.: Физматлит, 2007. — 304 с. ISBN 978-5-9221-0808-9
- Сигал И. Х., Иванова А. П. Методы оптимизации. Начальный курс : курс лекций для студентов специальности "Прикладная математика и информатика. — М. : Моск. гос. ун-т путей сообщения (МИИТ), 2005.
- Посыпкин М. А., Сигал И. Х., Галимьянова Н. Н. Алгоритмы параллельных вычислений для решения некоторых классов задач дискретной оптимизации. — М.: ВЦ РАН, 2005. — 43 с.
- Посыпкин М. А., Сигал И. Х., Галимьянова Н. Н. Параллельные алгоритмы в задачах дискретной оптимизации: вычислительные модели, библиотека, результаты экспериментов. — М.: ВЦ РАН, 2006. — 50 с.

### Избранные статьи
- Меламед И. И., Сигал И. Х. Вычислительное исследование трёхкритериальных задач о деревьях и назначениях. // ЖВМ и МФ, 1998, т.38, № 10, С. 1780—1787.
- Меламед И. И., Сигал И. Х. Задачи комбинаторной оптимизации с двумя и тремя критериями. // ДАН, 1999, т.366, № 2, С.170-173.
- Меламед И. И., Сигал И. Х., Владимирова Н. Ю. Исследование линейной свёртки критериев в бикритериальной задаче о ранце. // ЖВМ и МФ, 1999, т.39, № 5, С. 753—758.
- Меламед И. И., Сигал И. Х. Вычислительное исследование алгоритмов решения бикритериальных задач дискретного программирования. //ЖВМ и МФ, 2000, т.40, № 11, С. 1602−1610.
- Сигал И. Х. Алгоритмы решения задач коммивояжера большой размерности. // В кн. «Комбинаторные методы и алгоритмы решения задач дискретной оптимизации большой размерности», гл.13. Москва: Наука, 2000, с. 295—317.
- Евдокимов М. В., Медницкий В. Г., Сигал И. Х. Бикритериальная задача переоборудования производства. // Известия РАН. Теория и системы управления. 2001. № 5, С. 90-96.
- Сигал И. Х. Параметризация и исследование некоторых задач дискретного программирования большой размерности. // Известия РАН. Теория и системы управления. 2001. № 2, С. 60-69.
- Сигал И. Х. Параметризация приближённых алгоритмов решения некоторых классов задач дискретной оптимизации большой размерности. // Известия РАН. Теория и системы управления. 2002. № 6, С. 63-72.
- Посыпкин М. А., Сигал И. Х. Исследование алгоритмов параллельных вычислений в задачах дискретной оптимизации ранцевого типа. // ЖВМ и МФ, 45:10 (2005). С. 1801—1809.
- Посыпкин М. А., Сигал И. Х. Оценки ускорения для некоторых вариантов параллельной реализации метода ветвей и границ. // ЖВМ и МФ, 46:12 (2006). С. 2289—2304.
- Посыпкин М. А., Сигал И. Х. Применение параллельных эвристических алгоритмов для ускорения параллельного метода ветвей и границ. // ЖВМ и МФ, 47:9 (2007). С. 1524—1537.
- Колпаков Р. М., Посыпкин М. А., Сигал И. Х. О нижней оценке вычислительной сложности одной параллельной реализации метода ветвей и границ. // Автомат. и телемех., 2010, 10. С. 156—166.